# Eriocnemis mosquera
El calzadito de Mosquera, colibrí pantalón oliva, zamarrito pechidorado (en Ecuador), paramero áureo o calzoncitos áureo (en Colombia) (Eriocnemis mosquera) es una especie de ave apodiforme de la familia Trochilidae (los colibríes) perteneciente al género Eriocnemis. Es nativo de regiones andinas del noroeste de América del Sur.

## Distribución y hábitat
Se distribuye en Colombia, en los Andes centrales, al norte hasta Caldas, y en los Andes occidentales solamente hasta Nariño y unos pocos registros en los Andes orientales. En ambas pendientes de los Andes ecuatorianos, al sur hasta Pichincha por el oeste y hasta Napo por el este, con unos pocos registros hasta el oeste de Morona Santiago.
Esta especie es considerada bastante común en sus hábitats naturales: los bosques nubosos, bordes de selvas húmedas montanas, claros arbustivos en bosques montanos enanos y zonas de matorrales cercanas al límite del bosque. En Colombia entre 1200 y 3600 m de altitud, en Ecuador principalmente entre 3000 y 3300 m.

## Sistemática

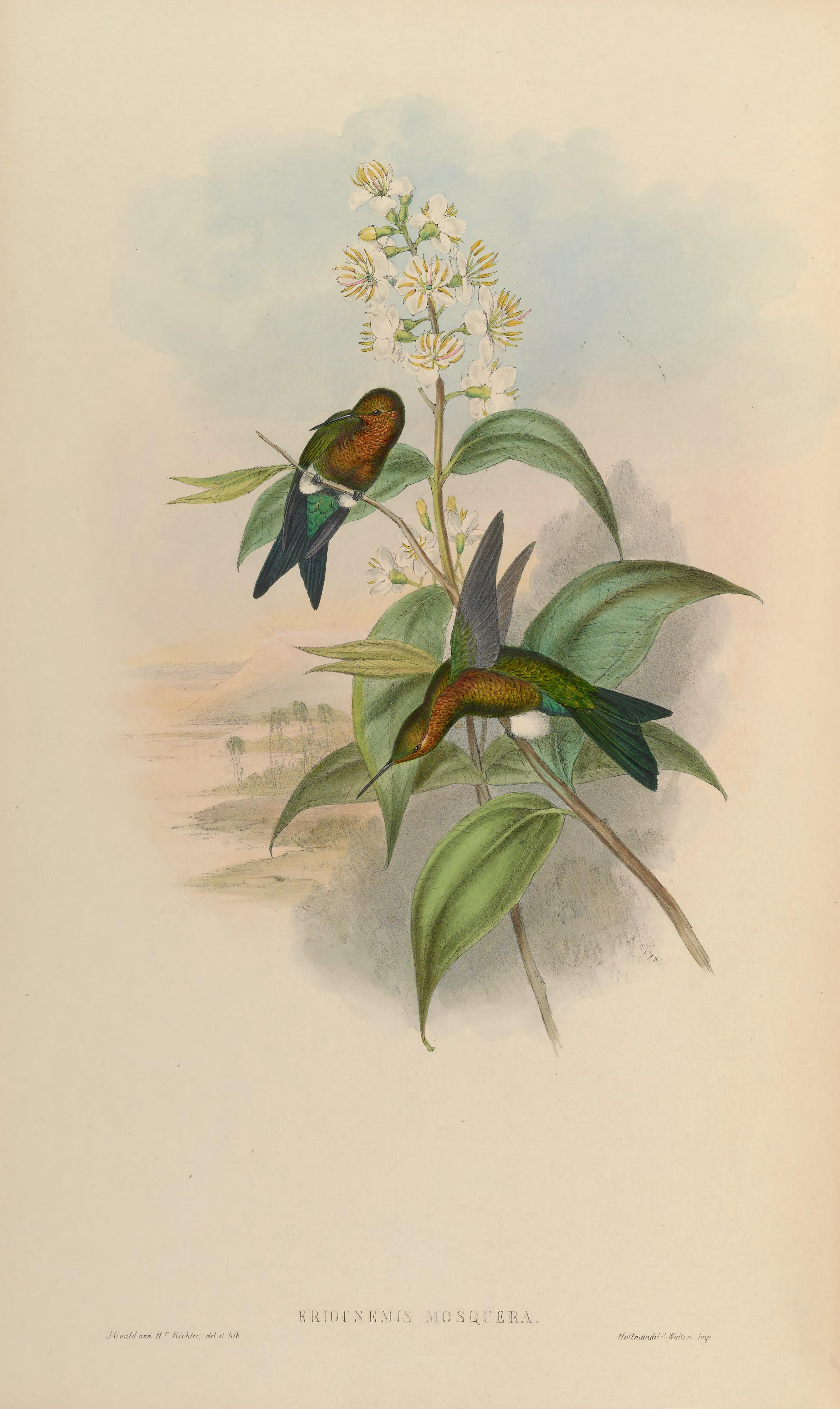
Eriocnemis moszquera, ilustración de Gould y Richter en A monograph of the Trochilidae, or family of humming-birds 4, 1861.

### Descripción original
La especie E. mosquera fue descrita por primera vez por los ornitólogos franceses Adolphe Delattre & Jules Bourcier en 1846 bajo el nombre científico Trochilus mosquera; su localidad tipo es: «Pasto, Colombia».

### Etimología
El nombre genérico femenino «Eriocnemis» es una combinación de las palabras del griego «erion» que significa ‘lana’, y «knēmis» que significa ‘bota’; y el nombre de la especie «mosquera», conmemora al militar y político colombiano General Tomás Cipriano de Mosquera (1798–1878).

### Taxonomía
Existe una ligera variación geográfica y las poblaciones norteñas han sido descritas como la subespecie bogotensis, pero actualmente es considerada monotípica.